# Majdan (gmina Mrkonjić Grad)
Majdan (cyr. Мајдан) – wieś w Bośni i Hercegowinie, w Republice Serbskiej, w gminie Mrkonjić Grad. W 2013 roku liczyła 408 mieszkańców.